# عيسى فاضل
عيسى فاضل هو سباح بحريني. تنافس في سباق 100 متر فراشة للرجال في دورة الألعاب الأولمبية الصيفية 1984 في لوس أنجلوس بالولايات المتحدة.

## روابط خارجية
- عيسى فاضل على موقع الاتحاد الدولي للسباحة (الإنجليزية)
- عيسى فاضل على موقع أوليمبيديا (الإنجليزية)